# Окей (Оклахома)
Окей (англ. Okay) — місто (англ. town) в США, в окрузі Вагонер штату Оклахома. Населення — 505 осіб (2020).

## Географія
Окей розташований за координатами 35°51′54″ пн. ш. 95°18′28″ зх. д. / 35.86500° пн. ш. 95.30778° зх. д. (35.865018, -95.307721).  За даними Бюро перепису населення США в 2010 році місто мало площу 2,15 км², уся площа — суходіл.

## Демографія
Згідно з переписом 2010 року, у місті мешкало 620 осіб у 246 домогосподарствах у складі 165 родин. Густота населення становила 289 осіб/км².  Було 278 помешкань (129/км²).
Расовий склад населення:
| - 61,6 % — білих - 27,7 % — корінних американців - 3,7 % — чорних або афроамериканців - 0,3 % — вихідців з тихоокеанських островів - 0,2 % — азіатів - 1,0 % — осіб інших рас |

До двох чи більше рас належало 5,5 %. Частка іспаномовних становила 2,7 % від усіх жителів.
За віковим діапазоном населення розподілялося таким чином: 27,7 % — особи молодші 18 років, 62,1 % — особи у віці 18—64 років, 10,2 % — особи у віці 65 років та старші. Медіана віку мешканця становила 35,7 року. На 100 осіб жіночої статі у місті припадало 95,6 чоловіків;  на 100 жінок у віці від 18 років та старших — 93,9 чоловіків також старших 18 років.
Середній дохід на одне домашнє господарство  становив 40 162 долари США (медіана — 33 021), а середній дохід на одну сім'ю — 47 714 долари (медіана — 42 500). Медіана доходів становила 32 143 долари для чоловіків та 30 962 долари для жінок. За межею бідності перебувало 23,3 % осіб, у тому числі 31,9 % дітей у віці до 18 років та 4,3 % осіб у віці 65 років та старших.
Цивільне працевлаштоване населення становило 255 осіб. Основні галузі зайнятості: освіта, охорона здоров'я та соціальна допомога — 27,5 %, роздрібна торгівля — 14,5 %, мистецтво, розваги та відпочинок — 13,3 %, виробництво — 12,9 %.